# Kongoussi
Kongoussi is een stad in Burkina Faso en is de hoofdplaats van de provincie Bam.
Kongoussi telde in 2006 bij de volkstelling 24.583 inwoners.